# C.D. Nacional
Clube Desportivo Nacional Madeira portugalski je nogometni klub iz gradića Funchala na iz autonomne pokrajine Madeire. Trenutačno se natječe u Primeira Ligi.
Sjedište mu je na adresi Rua do Esmeraldo nº 46, Funchal.
Utemeljen je 8. prosinca 1910. godine.

## Hrvatski igrači
- Dejan Školnik
- Duje Čop

## Vanjske poveznice
- Službene klupske stranice